# Wiednitz
Wiednitz este o comună din landul Saxonia, Germania.